# Tamara Todevszka
Tamara Todevska (Szkopje, 1985. június 1. –) macedón énekes, aki Észak-Macedóniát képviselte a 2008-as Eurovíziós Dalfesztiválon, Belgrádban és a 2019-es Eurovíziós Dalfesztiválon, Tel-Avivban. Tamara hat éves kora óta énekel, és zenész családból származik. Apja, Velko Todevski, a Skopjei Zeneakadémia professzor, és anyja, Branka Todevska egy bosnyák-szerb operaénekes. Testvére Tijana Dapčević, aki 2014-ben képviselte Észak-Macedóniát To the Sky című dalával Koppenhágában.

## Pályafutása
Zenei karrierje 2003-ban indult, amikor is a montenegrói Sunčane Skale fesztiválon, ahol második lett. 2005-ben kiadta elő saját albumát, mely a Sino névre hallgat. 2008-ban közösen indult Vrčakkal és Adrijannal Macedónia akkori nemzeti válogatóján, a Skopje Festen. 
A trió végül megnyerte a műsort, így ők képviselhették országukat a 2008-as Eurovíziós Dalfesztiválon Let Me Love You című dalukkal. A verseny elődöntőjében végül a tizedik helyen végeztek, ami nem volt elég a továbbjutáshoz, mivel a szavazás során első kilenc helyen végzett dal kvalifikált a döntőbe, míg a tizedik helyről a zsűri döntött.
2019. január 25-én a macedón műsorsugárzó, az MKRTV bejelentette, hogy ismételten ő lesz Észak-Macedónia indulója a 2019-es dalfesztiválon.

## Diszkográfia

### Nagylemezek
- Sino (2005)
- Eden Den (2015)

## Kislemezek
- 1997 "Igra luda" (ft. Tijana Dapcevic)
- 2002 "Dali znam"
- 2002 "Koga bi mozela" (ft. Branka Todevska)
- 2003 "1003"
- 2004 "Sex"
- 2004 "Sino"
- 2005 "Najverni Prijateli"
- 2005 "Ljubi, ljubi" (ft. Tuna)
- 2005 "Šetaj"
- 2005 "A, što ako?"
- 2005 "Ljubovna prikazna" (ft. Ugro)
- 2006 "Losa Devojka"
- 2006 "Sedmo Nebo" (feat. Vrcak)
- 2007 "Kaži Koj Si Ti"
- 2007 "Luda" (ft. DNK, Vrcak)
- 2007 "Za Makedonija" (ft. Toni Zen)
- 2007 "Smešhno zar ne"
- 2008 "Let me love you"[2] (ft. Vrčak & Adrian Gaxha,)
- 2008 "So maki sum se rodila"[3]
- 2008 "Dajem Ti Sve"
- 2009 "Usne ko krv"[4]
- 2009 "Una magia Pandev" (ft. Toni Zen)
- 2009 "Šarena Pesma"
- 2009 "Davam Jas Se"
- 2019 "Proud"